# Florian Cazenave
Pour les articles homonymes, voir Cazenave.

a Compétitions nationales et continentales officielles uniquement.

b Matchs officiels uniquement.
Dernière mise à jour le 15 février 2020.
Florian Cazenave, né le 30 décembre 1989 à Tarbes, est un joueur de rugby à XV français, évoluant au poste de demi de mêlée.
De 2008 à 2014, il joue avec l'équipe de l'USA Perpignan. Après une blessure à l’œil en 2013, ne pouvant plus jouer au rugby en France, il évolue à Reggio d'Émilie entre 2014 et 2017 puis retrouve le championnat français avec le CA Brive en 2017;
Il connaît également des sélections avec l'équipe de France des moins de 18, moins de 19 ans, moins de 20 ans et France A.

## Carrière

### Blessure
Le 13 juillet 2013, Florian Cazenave perd l'usage de son œil gauche, mais pense pouvoir rejouer et retrouver son niveau pour la saison 2014-2015,.
Le 6 mai 2014, La FFR lui refuse la possibilité de rejouer au rugby en France, au motif que le règlement fédéral français interdit de ne jouer qu'avec un seul organe pair (œil, rein, membre…) parce que le risque de perte du deuxième organe n'est pas assuré. La FFR ajoute qu'en 2014 seules certaines assurances anglaises assurent ce risque, seulement pour les enfants.
Florian Cazenave signe finalement un contrat avec Rugby Reggio Associazione Sportiva, un club du championnat d'Italie de rugby à XV de 2e division. Il évolue actuellement dans le cadre d'une expérimentation internationale de lunettes dénommées Rugby Goggles commandées et validées par le World Rugby. Coïncidence ou accord commercial, la société qui commercialise les fameuses lunettes qui ressemblent à un masque de ski se trouve à Bologne à proximité du nouveau club de Florian.
Il signe un contrat avec le club de Brive à partir de la saison 2016-2017, le nouveau président de la FFR Bernard Laporte ayant autorisé le port de ces lunettes en France. En 2018, il rejoint l'Union Bordeaux Bègles en tant que joker médical de Yann Lesgourgues mais il ne dispute aucun match. Il rejoint alors le RC Vannes en janvier 2019.
Florian Cazenave prend sa retraite de joueur professionnel et quitte Vannes en 2021 pour rejoindre l'USA Perpignan au poste de formateur.

## Palmarès

### En club
- Champion de France en 2009 avec Perpignan.
- Champion d'Italie de deuxième division en 2016 avec le Reggio Emilia dont il est capitaine et entraîneur[réf. nécessaire].

### En équipe nationale
- Équipe de France -16 ans: Champion d'Europe.
- Équipe de France -18 ans.
- Équipe de France -19 ans: Champion du Monde 2008.
- Équipe de France -20 ans.
- Équipe de France A.